# Samuel McRoberts
Samuel McRoberts, född 12 april 1799 nära Maeystown, Nordvästterritoriet (Territory Northwest of the River Ohio, i nuvarande Illinois), död 27 mars 1843 i Cincinnati, Ohio, var en amerikansk politiker (demokrat). Han representerade delstaten Illinois i USA:s senat från 1841 fram till sin död.
McRoberts studerade juridik vid Transylvania University i Kentucky och inledde 1821 sin karriär som advokat i Monroe County, Illinois. Han tjänstgjorde som domare 1824–1827 och var ledamot av delstatens senat 1828–1830. President Andrew Jackson utnämnde 1830 McRoberts till federal åklagare, vilket ämbete han innehade fram till sin avgång år 1832.
McRoberts efterträdde 1841 John McCracken Robinson som senator för Illinois. Han var ordförande i utskottet som hade hand om officiella exemplar av lagtexter godkända av senaten (Committee on Engrossed Bills). Senator McRoberts avled 1843 i ämbetet och gravsattes på Moores Cemetery i Waterloo, Illinois.